# Дунайский дворец
Дунайский дворец (венг. Duna Palota) — концертный зал в стиле необарокко, расположенный в Бельвароше, историческом районе Будапешта, столицы Венгрии. Он был построен в 1883—1885 годах по проекту архитектора Вильмоша Фреунда. Дворец был известен как казино Липотвароша, но не как место для проведения азартных игр, а как аристократический развлекательный клуб. Там же проходили культурные мероприятия, в частности свои концерты в его первоклассном зале давали Бела Барток, Золтан Кодай и Антонин Дворжак. С 1951 года в здании проводит свои культурные мероприятия Министерство внутренних дел Венгрии. Дунайский дворец также является домом для Дунайского симфонического оркестра.

## История
Дунайский дворец был построен в 1885 году в рамках масштабного плана по расширения Будапешта к празднованию тысячелетия Венгрии. На 1896 году были намечены эти торжества, и император Франц Иосиф I был полон решимости создать престижный город, отражающий своё древнее положение. Дворец был построен по проекту архитектора Вильмоша Фреунда в сотрудничестве с подрядчиком Гезой Маркушем. Первоначально всё здание было украшено золотыми мотивами, характерными для барочных церквей. Первым президентом казино Липотвароша был Микша Фальк.
Здание приобрело свой нынешний вид в 1941 году. С 1895 года до начала Второй мировой войны Дунайский дворец был открыт для публики во время различных мероприятий. Во время войны он пустовал из-за того, что он находился вблизи линии фронта между советскими войсками со стороны Пешта и немецкими со стороны Буды. В конце войны немецкие военные взорвали все мосты, соединявшие обе стороны венгерской столицы. Именно поэтому в районе Дунайского дворца можно увидеть несколько современных зданий, включая отели Sofitel и Intercontinental.
Ныне помимо симфонических концертов в стенах Дунайского дворца проходит множество других культурных мероприятий.

## Витраж над рестораном
После войны дворец был национализирован коммунистическими властями, и в течение их правления в здание были внесены некоторые изменения. Балкон, потолок и лестница были перестроены с использованием дуба. Только витражная композиция, расположенная над лестницей ресторана, осталась невредимой. Она была создана Микшей Ротом и названа Kenyérünnep (праздник нового хлеба). В её центре изображена женщина держащая свежеиспечённый хлеб. В её левом верхнем углу венгерский солдат держит флаг, а рядом с ним находятся две работающие женщины с красным флагом.

## Коричневый салон
Коричневый салон, который когда-то служил курительной комнатой, теперь является конференц-залом. Там Бела Барток представлял свою оперу под названием «Замок герцога Синяя Борода». Постановка была признана непригодной для сцены, что удивительно, так как это было одно из самых популярных произведений композитора. Совсем недавно богато украшенная комната использовалась в качестве декорации для съёмок. Например, там была снята одна сцена из фильма «Эвита» с Мадонной в главной роли. Она появилась в качестве декорации для сцены в спальне, где героиня рассталась со своим любовником Хуаном.

## Театральный зал
Красивый театральный зал с куполообразным потолком — главная достопримечательность дворца, который является единственным театром в Венгрии с куполом. Купол украшен картинами работы Лайоша Марка и золотыми орнаментами, характерными для барочных церквей.
В театральном зале также действует система кондиционирования воздуха XIX века, аналогичная используемой в здании венгерского парламента. Туннели на стене вытягивают холодный воздух из подвала благодаря простой разности давлений. В настоящее время она дополнена и современной системой кондиционирования воздуха.

## Комната Сеченьи
Комната Сеченьи, состоящая из двух взаимосвязанных частей, расположена напротив парадной лестницы. Она примечательна мраморными колоннами, камином, зеркалом, кессонный золотой потолок и деревянные стены. Она была названа в честь Иштвана Сеченьи, выдающегося венгерского политика-реформатора и писателя первой половины XIX века. Как и большинство помещений в Дунайском дворце комнату Сеченьи можно арендовать для частных мероприятий.